# Caños de Carmona

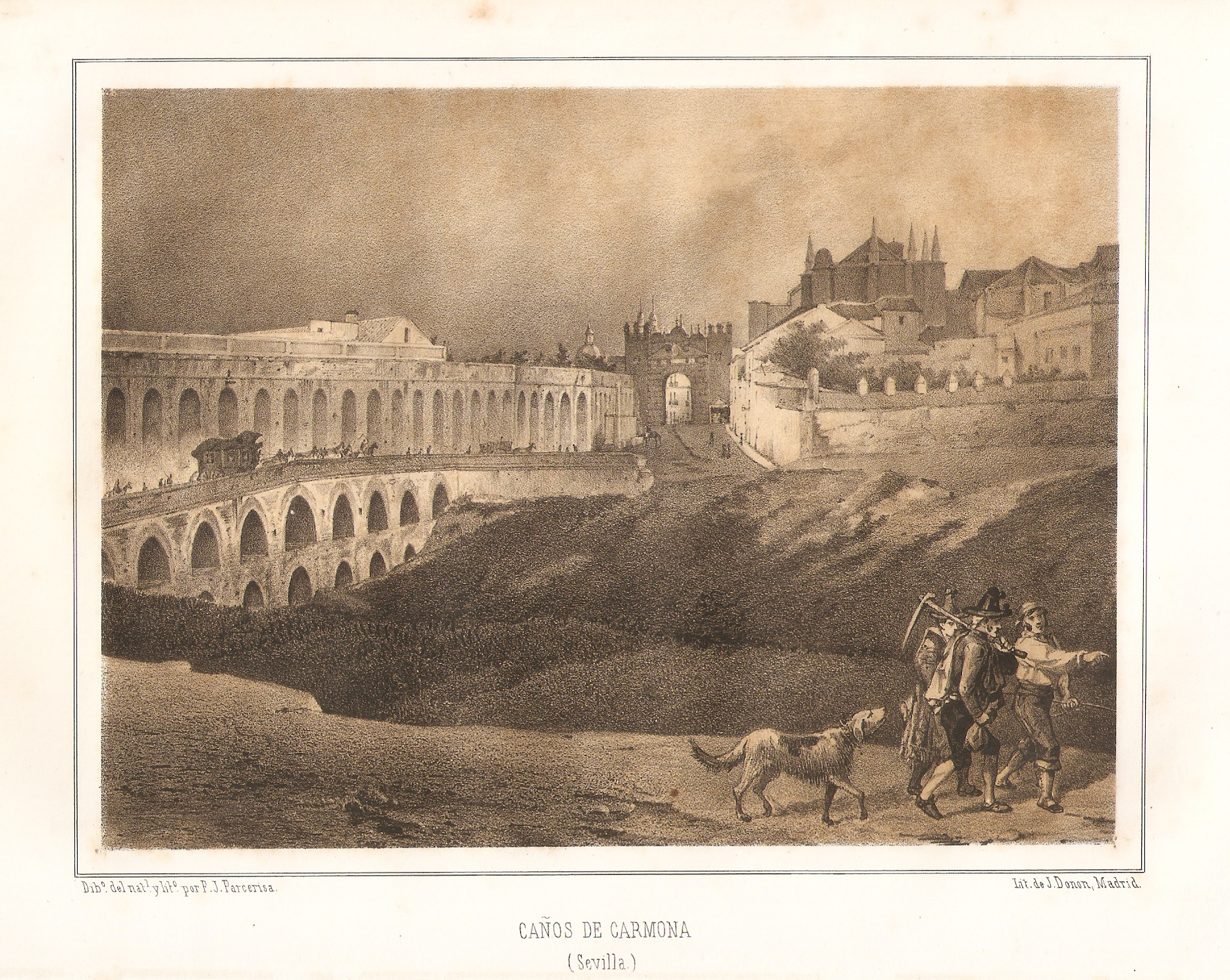
El puente sobre el arroyo Tagarete y la Puerta de Carmona al fondo.

Los Caños de Carmona son un acueducto romano, posteriormente reconstruido por los almohades, que abasteció de agua a Sevilla (Andalucía, España) hasta 1912.
La conducción comenzaba en Alcalá de Guadaíra, donde era subterráneo. Posteriormente, había un canal al aire libre. A las afueras de la ciudad, cerca de la Cruz del Campo, estaba conformado como un acueducto sobre arcos que finalizaba en la Puerta de Carmona. Fue reconstruido para abastecer de agua el Real Alcázar de Sevilla, fortificación del gobernadores y reyes musulmanes y cristianos, y por concesión de los reyes a las fuentes distribuidas por la ciudad y las casas y conventos que habían recibido un donadío del rey.

## Descripción

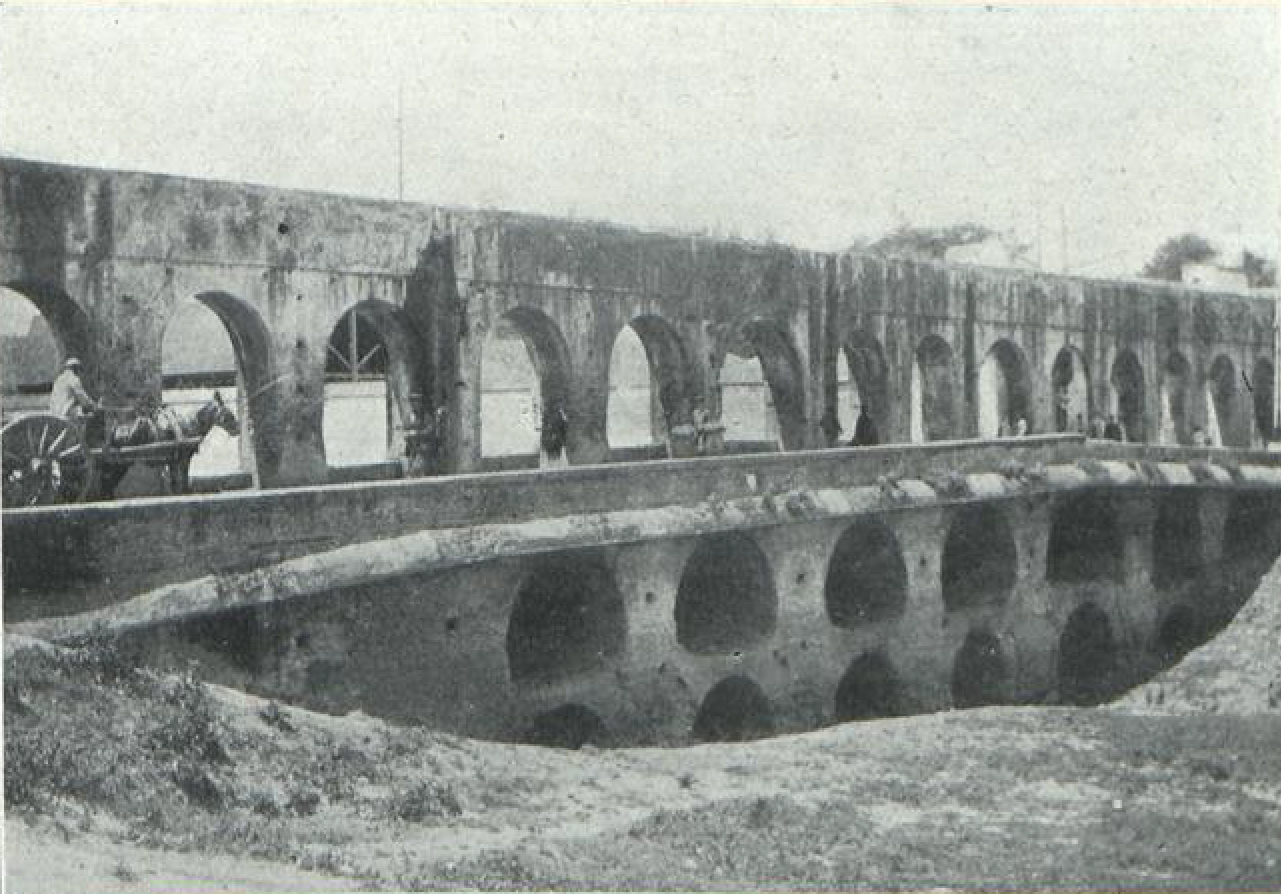
Vista de un tramo del acueducto hacia 1911, antes de su demolición.

La conducción constaba de 17,2 km. Durante los primeros 3 km era una cañería subterránea excavada en roca caliza, con pozos de registro cada 50 o 60 m. En 1653 se contabilizaron 104 pozos con tapaderas (conocidos como lumbreras), de los cuales 17 se encontraban en la villa de Alcalá de Guadaíra. Las lumbreras a la intemperie tenían tapaderas de piedra y las domésticas tenían tapaderas de madera.
Por otro lado, había un canal artificial que se encontraba donde luego se construyeron los barrios del Polígono de San Pablo, Ciudad Jardín, Santa Clara, el polígono industrial Carretera Amarilla y Mercasevilla.
Cerca de la Cruz del Campo comenzaban 1,2 km de arcos, hasta la Puerta de Carmona. El número de arcos era de entre 401 y 430. Estos arcos de ladrillo, construidos en el siglo XII, debieron aprovechar cimientos y pilares de la época romana.

## Historia

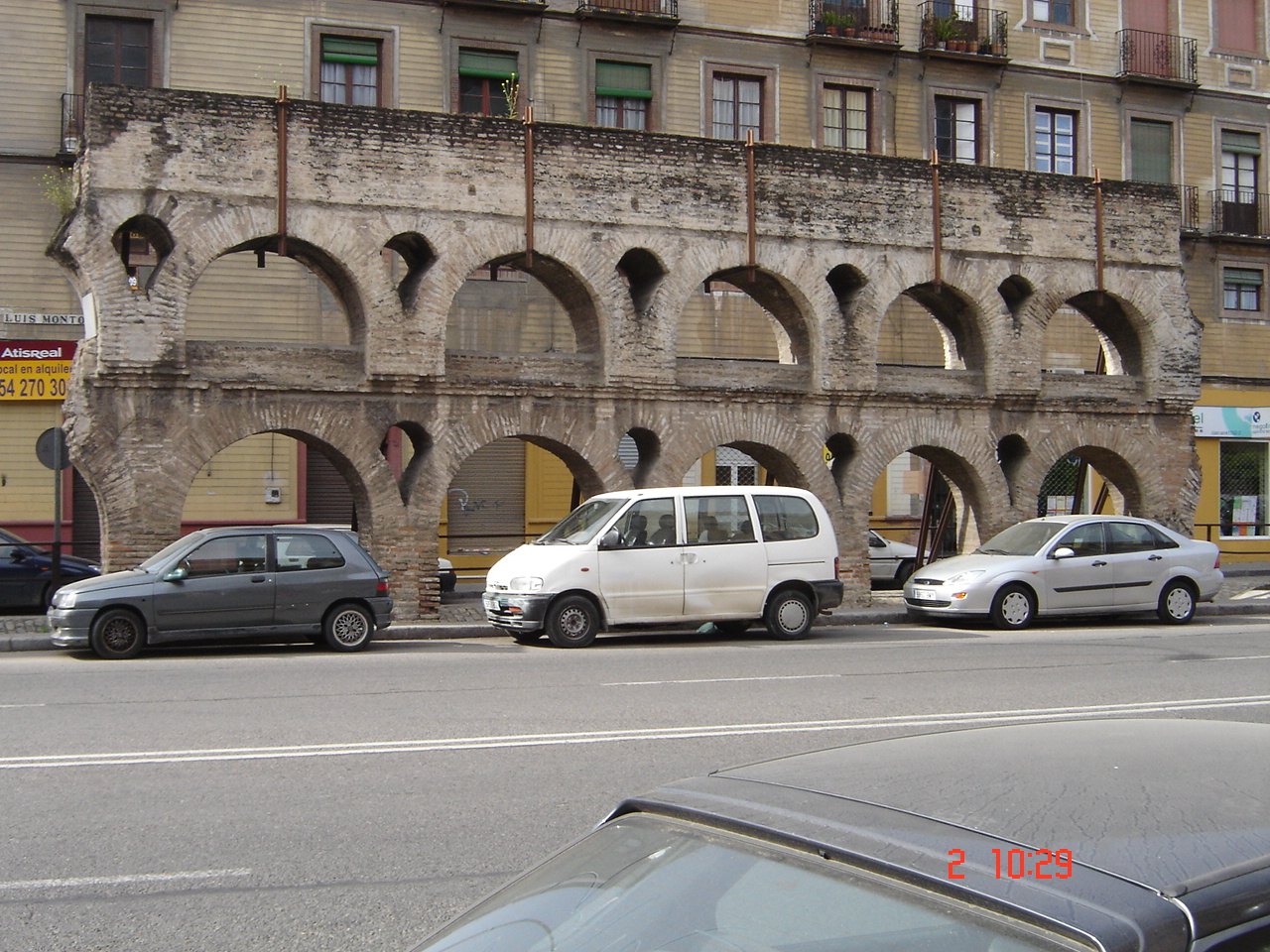
Arcos frente al número 28 de la avenida Luis Montoto

En la plaza de la Pescadería, en el barrio de la Alfalfa, hay una cisterna romana que algunos han considerado el castellum aquae de un acueducto del siglo II d. C.
En el siglo XII, el califa almohade Abu Yaqub Yusuf emprendió varias obras públicas, como el Puente de Barcas sobre el río Guadalquivir (Wad al-Kebir), el alminar que posteriormente fue la Giralda y el palacio de la Buhaira. Cerca de la Puerta de Carmona, en el camino que iba a esa ciudad, había restos de una acequia y una línea de piedras, cuyo uso se desconocía. El ingeniero al-Hayy Yacis realizó excavaciones en la zona y encontró los restos de un acueducto que el historiador almohade Ibn Sahib al-Salat al-Bayi consideró obra de los romanos. Continuó excavando el recorrido y llegó hasta Alcalá de Guadaíra (Qalat Yabir). Tras esto, se reconstruyó el acueducto para llevar agua al palacio de la Buhaira, en un campo extramuros. El califa decidió que el acueducto también llevase el agua al interior de la ciudad. Empezó a abastecer de agua a Sevilla el 13 de febrero de 1172.
Cuando se hizo el acueducto en el siglo XII se construyó un aljibe en la calle mayor. Se desconoce dónde se encontraba, pero a partir del siglo XVI consta la existencia de un depósito junto a la parte interna de la muralla, cerca de la Puerta de Carmona.

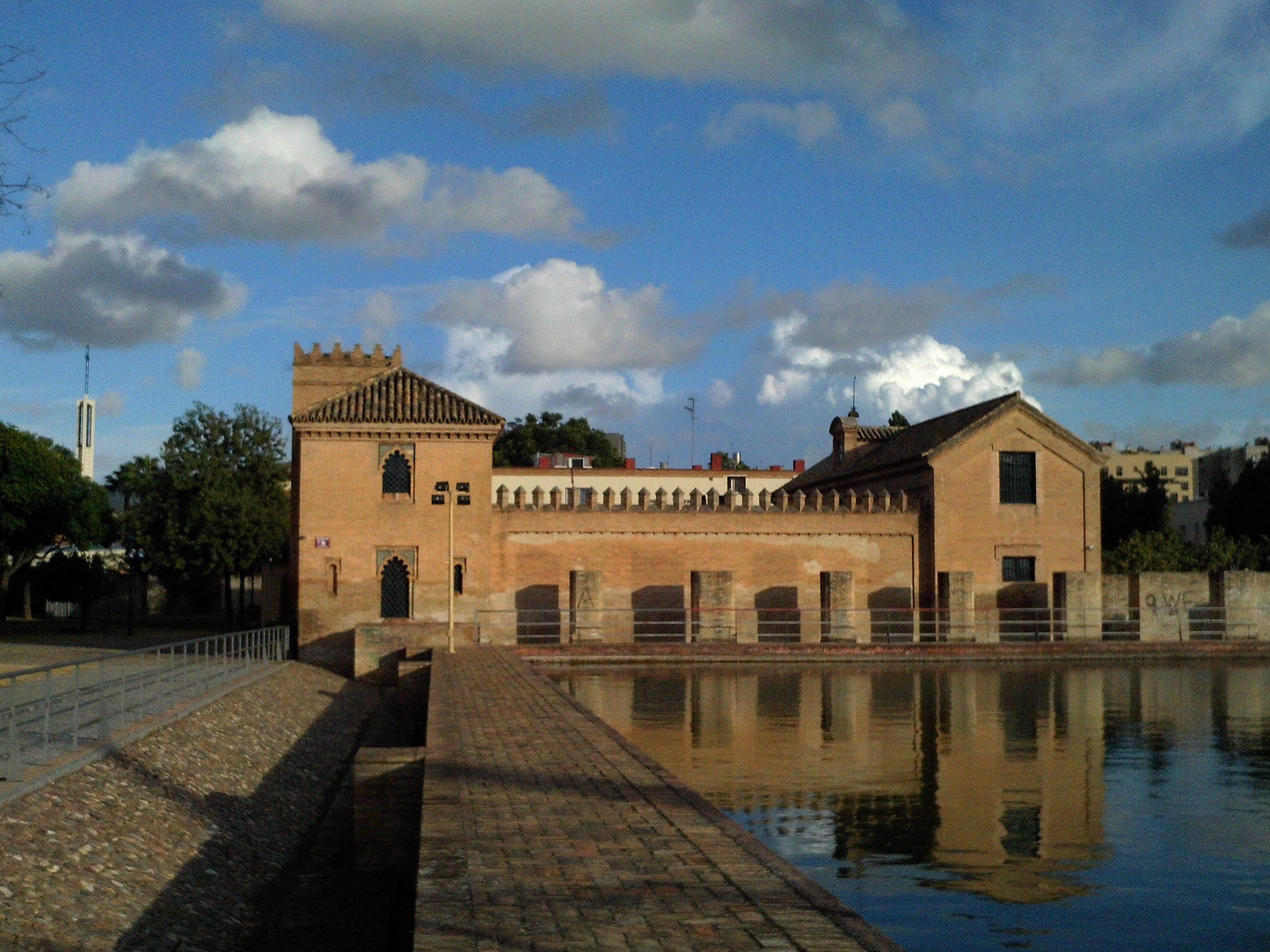
Alberca junto al Palacio de la Buhaira.

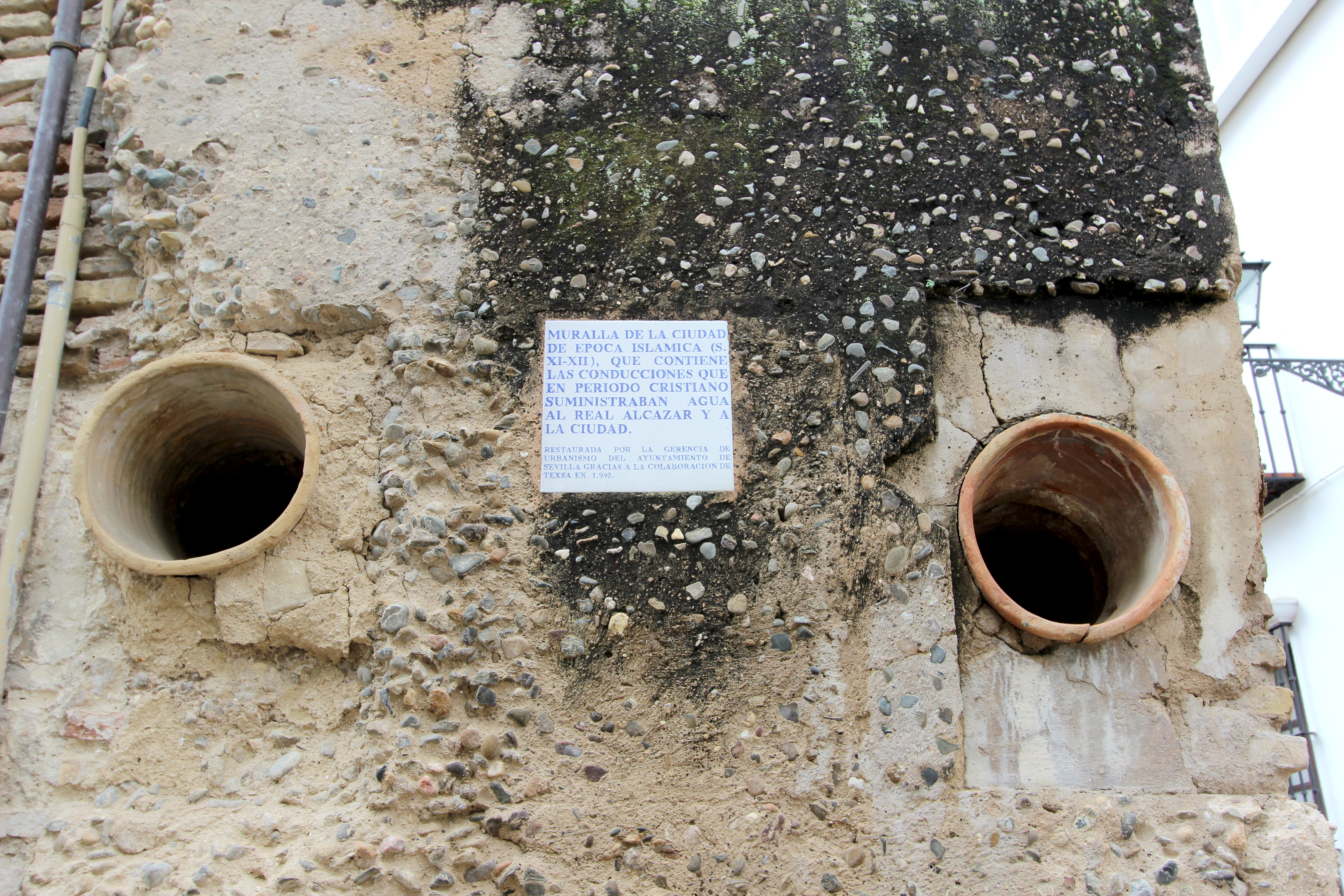
Tuberías que iban al Alcázar. Callejón del Agua. Sevilla

Desde Alcalá de Guadaíra hasta la Puerta de Carmona tenía 10,5 km. En él se situó una tubería que iba inserta en la muralla, de 820 m, que abastecía a la Torre del Agua del Alcázar. Los restos de esta tubería se conservan en el tramo de muralla que hay en el callejón del Agua del barrio Santa Cruz. El tramo que iba hasta el palacio de la Buhaira medía 1,56 km. El agua se almacenaba en una acequia junto al palacio, que se conserva en la actualidad.
En 1248 la ciudad fue conquistada por el rey Fernando III. En 1254 consta la existencia de gran número de molinos en el cauce del acueducto, desde Alcalá de Guadaíra hasta Sevilla. Aquel año, Alfonso X concedió al cabildo de la ciudad las rentas de nueve de estos molinos a cambio de que mantuviesen el acueducto. En la Baja Edad Media los cristianos realizaron importantes reparaciones. En 1398 se rehicieron 103 arcos.
En 1254 consta que los Caños de Carmona abastecían a dos fuentes públicas. Posteriormente, se construyeron los siguientes lugares de abastecimiento público, dependientes del cabildo municipal:  el pilar de la Puerta de Carmona (1398); la fuente de la plaza de San Francisco (1411); la pila de la Alfalfa (siglo XVI); la pila junto a la Iglesia de la Magdalena (siglo XVI); el pilar frente al Convento de San Benito (1672); la fuente junto al Convento de la Encarnación (1720); el pilar del barrio de la Calzada (1760); dos pilares en el barrio de San Bernardo (siglo XVIII); y la fuente de la Laguna. También estaban: el pilar de la Cuadra, que fue convertido en una fuente tras la construcción de la Real Audiencia; la pila del Hierro, que estaba entre la calle Alemanes y la avenida de la Constitución, y que fue clausurada a finales del siglo XVI; el pilar junto a la Iglesia de San Juan de la Palma (1518); el pilar de la calle San Esteban (1518); y la fuente de la plaza del Duque de Medinaceli (1758).
Es posible que este acueducto abasteciera a los 17 baños públicos.
Los reyes otorgaron a los nobles y a las instituciones religiosas autorización para tener fuentes en los palacios y los conventos. Desde la Baja Edad Media tenían abastecimiento propio la Catedral de Sevilla, la Colegiata del Salvador y el Convento de San Francisco. En el primer tercio del siglo XVI había veinte fuentes públicas y más de 300 privadas. En el siglo XVII había 19 cañerías urbanas principales y 12 extramuros para llevar agua a las casas de campo y los monasterios.
Las derivaciones que iban a depósitos con su propio sistema de reparto se conocían como "marcos". En la Huerta del Rey hubo un marco con una acequia que la repartía por sus molinos y cultivos.
Los Reyes Católicos otorgaron el abastecimiento a los siguientes conventos y monasterios: San Benito en 1477, San Pablo el Real y Santo Domingo de Porta Coeli en 1478, San Jerónimo en 1500 y Santa Paula, San Leandro y Santa Inés en 1502. En 1505 se lo otorgaron al Colegio de Santa María de Jesús.En 1494, el viajero Hieronymus Münzer lo describió diciendo que tenía 390 arcos, "algunos duplicados por un cuerpo superior" y que llevaban "gran cantidad de agua (...) para el riego de jardines, limpieza de calles y viviendas".
Felipe II otorgó el abastecimiento a la Real Audiencia en 1574, a la Casa Lonja del Consulado de Cargadores a Indias en 1582 y a la Aduana en 1586.
Felipe III otorgó el abastecimiento a los siguientes conventos: San Diego en 1600, San José en 1607, el Carmen en 1611 y el Santo Ángel en 1614. Felipe IV lo otorgó al la Trinidad en 1625 y al de San Antonio de Padua en 1629. Carlos II lo otorgó al Convento de la Consolación en 1687. Carlos II también lo concedió a los siguientes hospitales: del Santísimo Cristo de los Dolores en 1677, el Real en 1680, de los Venerables en 1682 y de San Cosme y San Damián en 1695. En 1683 se lo concedió a la Universidad de San Telmo y en 1685 a la fábrica de tabacos.
En el siglo XVII entre las cañerías urbanas principales de la ciudad estaban las construidas para los conventos de San Pablo el Real, Madre de Dios, Santa Paula, San José, la Trinidad, San Agustín, San Benito y Santo Domingo de Porta Coeli.
La cañería del duque de Medina Sidonia iba desde la Puerta de Carmona hasta su palacio en la actual plaza del Duque. También abastecían a la Casa de Pilatos.
Felipe V otorgó el abastecimiento al Convento de Santa Rosalía en 1701, al Oratorio de San Felipe Neri en 1706 y al Monasterio de San Clemente en 1710. También lo otorgó al Colegio de la Inmaculada Concepción, de los jesuitas. En 1703 se lo concedió al prior del Consulado de Cargadores a Indias. En 1728 lo concedió, además, a la nueva sede de la fábrica de tabacos.
Fernando VI otorgó el abastecimiento en 1755 al Colegio de Niños Toribios. En 1759 lo otorgó a la Real Fábrica de Artillería y a la fábrica de salitre.
Carlos III otorgó el abastecimiento en 1776 a las Atarazanas y en 1788 al cuartel de caballería de la Puerta de la Carne.

### SigloXIX

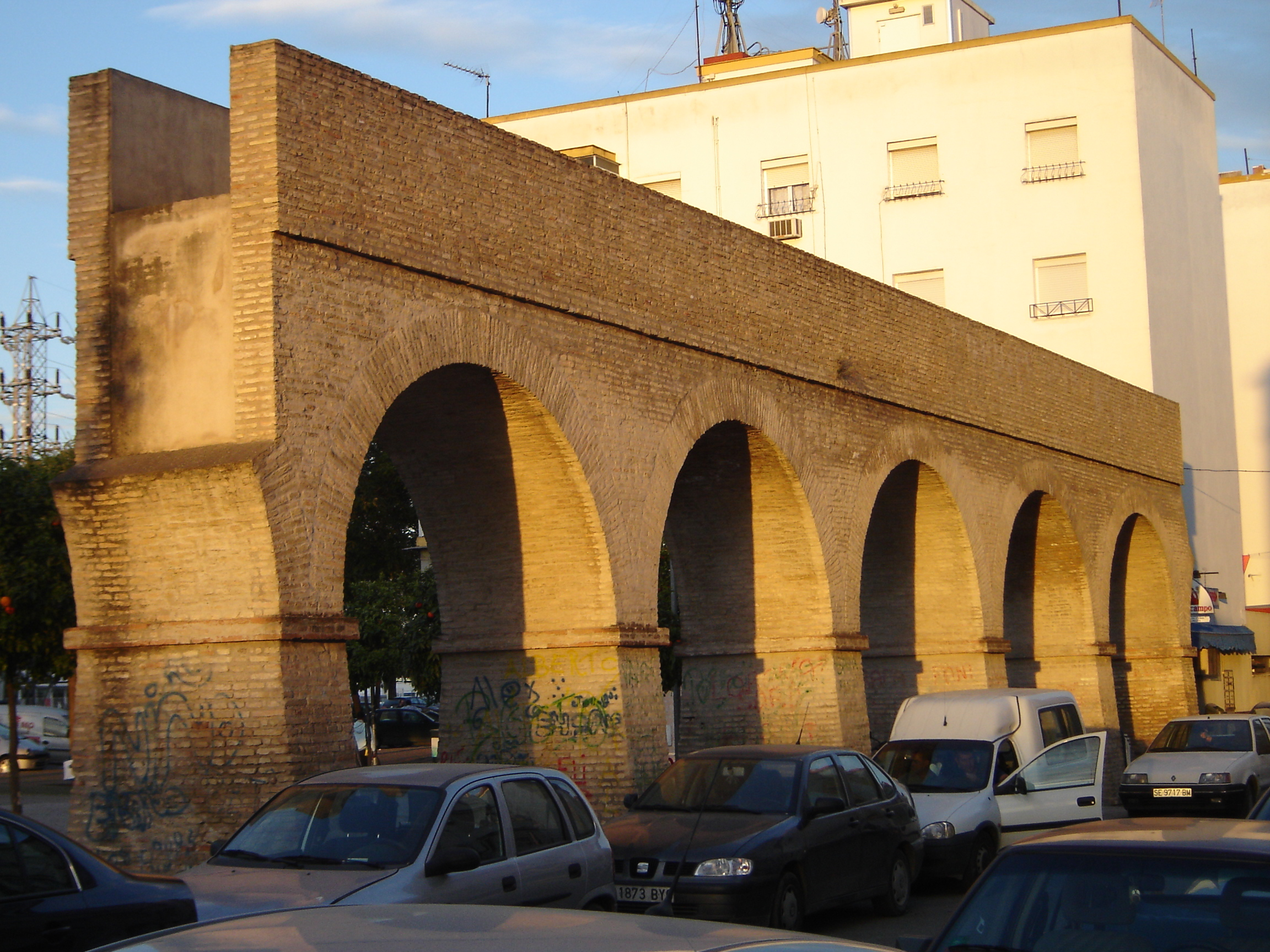
Arcos de comienzos del en la calle Cigüeña del barrio de los Pajaritos.

José Manuel de Arjona llevó a cabo una reforma del acueducto en 1827 para mejorar la calidad del abastecimiento. Esta fue diseñada por el arquitecto municipal Melchor Cano. Esta ahorraba 3 km de trayecto y eliminaba la mayoría de los molinos. Las obras fueron paradas por temas presupuestarios en 1833 y reanudadas posteriormente. En 1842 había llevado ya el 73% del proyecto. Se conservan planos de 1846 de Gabriel Gómez Herrador, que muestran el nuevo acueducto desde la hacienda La Red hasta la Cruz del Campo. En 1856 se estaba instalando la red de distribución intramuros.
En 1864 fue derribada la Puerta de la Carne y la muralla cercana, perdiéndose también dos tuberías que había en ella. En 1868 fue derribada la Puerta de Carmona.
En 1882 el Ayuntamiento concedió al británico George Higgins Winfield, que había trabajado en Argentina en la mejora de aguas potables, la renovación de los Caños de Carmona. Posteriormente, cedió esta labor a James E. Shaw. En 1883 Higgin publicó un proyecto para la mejora de alcantarillado. En 1883 la empresa The Seville Tramways Company Limited se hizo cargo de los tranvías municipales y en 1884 The Seville Waterworks Company Limited se hizo cargo del abastecimiento de agua.

### SigloXX

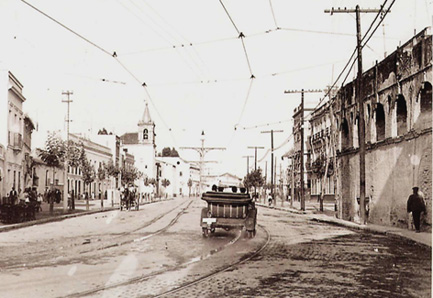
La calle Oriente en 1927.

En 1908 fueron derribados los arcos que iban desde la ciudad hasta el Tagarete. En 1910 fue redactado un plan para derribar los arcos de la calle Oriente, actualmente denominada avenida Luis Montoto. La Real Academia de Bellas Artes de San Fernando envió a Rodrigo Amador de los Ríos para que informase de la importancia de la construcción. Descubrió restos romanos y árabes, aunque no tenía la importancia de otros acueductos españoles, y dictaminó que la obra podía hacerse conservando solamente algunas zonas. Los miembros de la Comisión de Monumentos Históricos y Artísticos de la Provincia de Sevilla aprobaron la realización de la obra y el vicepresidente, José Gestoso, informó a favor argumentando que: "ni todo lo antiguo por el mero hecho de serlo entraña importancia e interés para la historia, para la arqueología y para el arte, ni puede sostenerse el criterio de anteponer a verdaderas necesidades de higiene y a exigencias justas y razonables de urbanización el abolengo más o menos remoto de vulgares construcciones". Tras esto, realizaron un informe en contra los siguientes miembros de la Real Academia de la Historia, presidida entonces por Marcelino Menéndez Pelayo: José Ramón Mélida, Fidel Fita y Enrique de Aguilera y Gamboa, XVII marqués de Cerralbo. La parte de la calle Oriente fue derribada en 1912. Otra zona se conservó por ser del cerramiento de la Huerta de la Alcantarilla de las Madejas, de titularidad privada.[cita requerida] Posteriormente, fue expropiada a Borrero Blanco[cita requerida] y quedó incluida en el Puente de la Calzada, diseñado por Félix Ramírez Doreste en 1926 sobre el ferrocarril, que fue finalizado en 1929. El puente fue derribado en 1991 y se conservó esta parte, en el cruce entre las calles Luis Montoto y las calles Juan Antonio Cavestany, José María Moreno Galván y Amador de los Ríos .
Entre 1964 y 1966 se derribó una parte de la arquería realizada en el siglo XIX.

## Partes conservadas
Quedan restos de las conducciones subterráneas en los alrededores de Alcalá de Guadaíra. También hay algunos pozos del trazado subterráneo entre Alcalá, el polígono industrial La Red y el barrio de Torreblanca.
Frente al número 28 de la calle Luis Montoto hay una arquería doble, del siglo XII, que fue restaurada en 1951 y 1982.
En el cruce entre la calle Luis Montoto y las calles Juan Antonio Cavestany, José María Moreno Galván y Amador de los Ríos hay una arquería que formó parte del puente de la Calzada entre 1929 y 1991. En ella está la imagen de la Virgen de las Madejas.
Frente al número 10 de la calle Cigüeña, en el barrio de los Pajaritos, hay cinco arcos de ladrillo de comienzos del siglo XIX.
De la conducción de la Buhaira se conservan 33 arcos completos y restos de otros 3.
En el barrio de Santa Cruz, se conservan las cañerías que transcurren por el callejón del Agua, desde la plaza de Refinadores hasta la Torre del Agua del Alcázar.

## Virgen de las Madejas

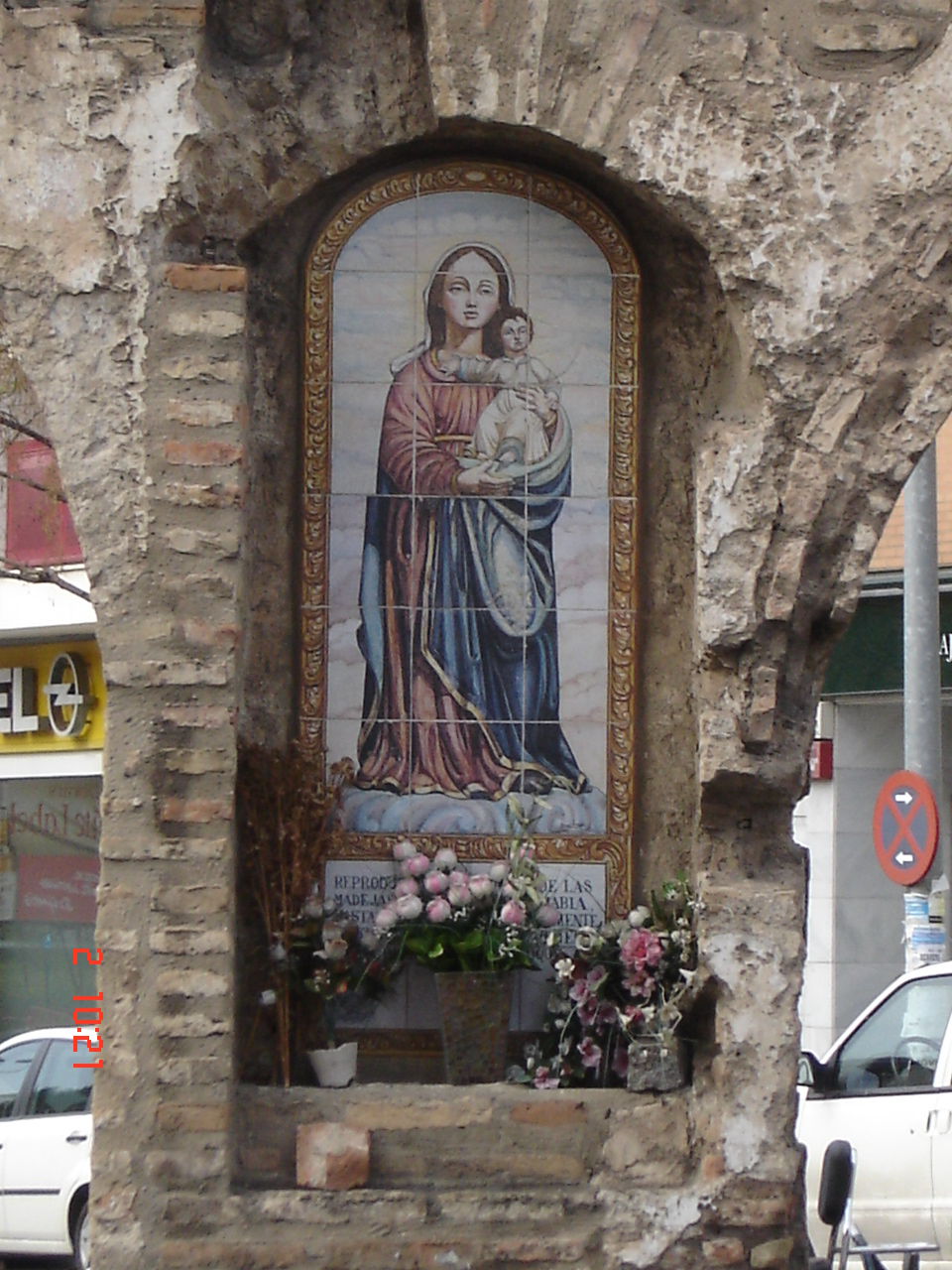
Virgen de las Madejas.

El símbolo del NO8DO existió en la representación de la Virgen de las Madejas en el acueducto de los Caños de Carmona, donde pasaba por el arroyo Tagarete. Esto fue descrito en el siglo XVI por Gonzalo Argote de Molina.
El puente del acueducto existió desde la época musulmana y fue encontrado por los cristianos cuando tomaron la ciudad en 1248. No existe documentación de cuándo fue situada esa Virgen, aunque la tradición dice que fue colocada ahí por Alfonso X el Sabio. Aunque ese tramo de los caños aún existe y encontramos una azulejo de la Virgen, ese símbolo del NO8DO no se ha conservado hasta la actualidad. En lo que respecta a la Virgen, se sabe que en el siglo XVIII Cristóbal Ramos talló una Virgen para la hornacina. Esta Virgen fue profanada en la Revolución de 1868. Tras esto los fieles llevaron a la Virgen a la Iglesia de San Roque, donde permaneció hasta la quema de la iglesia en 1936. En 1993 se colocó un azulejo con la Virgen en la arquería de los Caños de Carmona en recuerdo de la original. En las proximidades se encontraba el Monasterio de San Benito, en unas tierras concedidas por el rey Alfonso a la orden benedictina en 1259.

## Lugar de origen
En Alcalá de Guadaíra existían tres fuentes llamadas como las ermitas cercanas: San Roque, Santa Lucía y Santa Catalina. De estas tres, solamente se conserva la Ermita de San Roque. Los Caños de Carmona tenían su origen en la fuente de Santa Lucía. Se encontraba a unos 600 metros al sureste de las casas de la villa. La conducción atravesaba Alcalá en un tramo subterráneo y continuaba, con tramos al aire libre, hasta la Puerta de Carmona de Sevilla.
La ermita de Santa Lucía, fechada en el siglo XV, fue usada como sede de un convento carmelita. Los frailes se trasladaron al centro de Alcalá de Guadaíra en 1582. Junto a esta ermita estaba la Huerta de Santa Lucía, donde había una fuente con un origen subterráneo. Cerca de este lugar, había otra fuente, que era empleada por el molino de Cajul. Este molino y los terrenos de la Huerta de Santa Lucía fueron propiedad de la Cartuja de Sevilla.
Sin embargo, en un plano de 1810 aparece un acueducto desde Carmona a Sevilla.

## Otros acueductos romanos
- Acueducto del Gier